# آبیاری در تاکستان

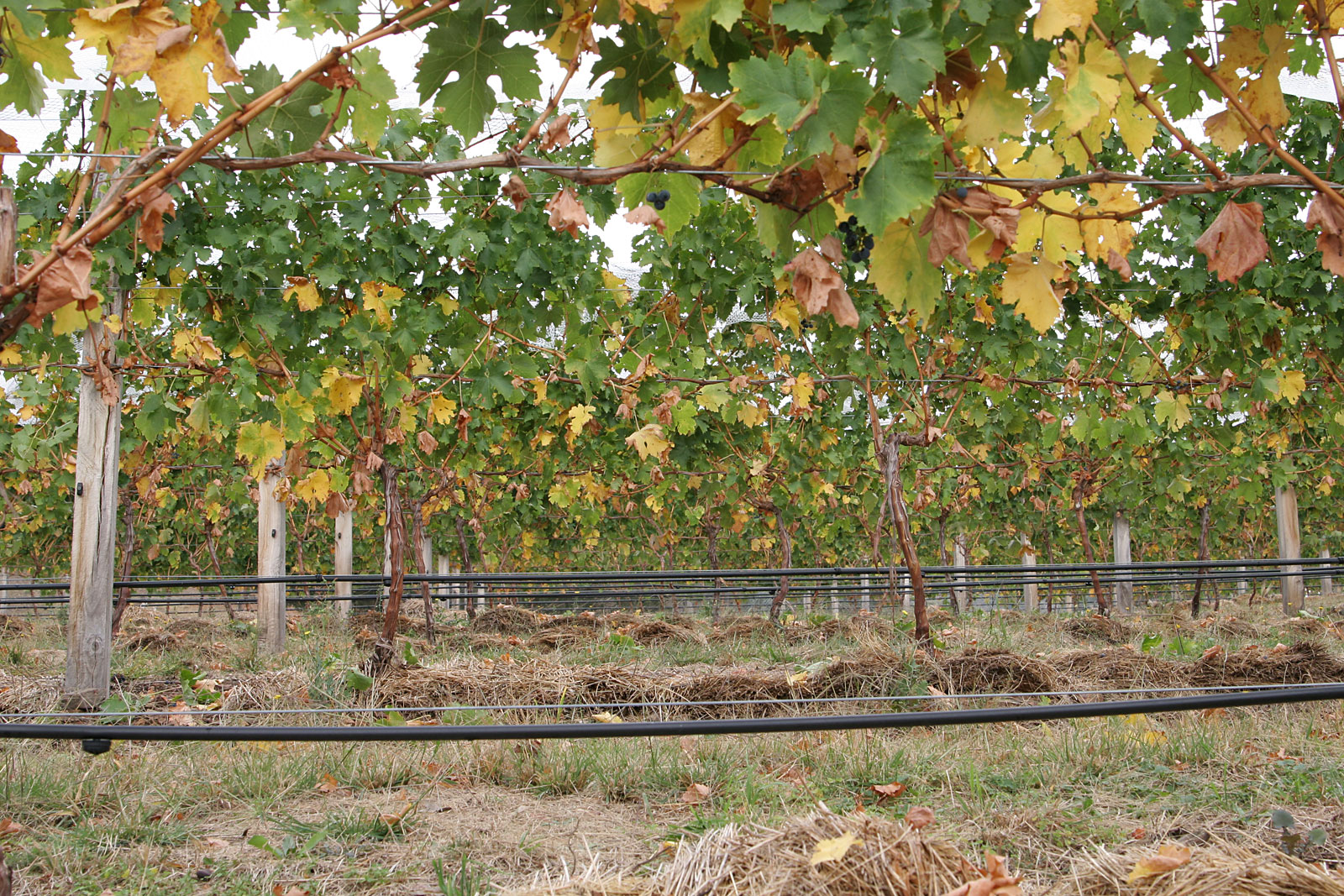
تاکستانی با سیستم آبیاری قطره‌ای که در امتداد پایین تاک‌ها اجرا می‌شود

آبیاری در تاکستان فرایند استفاده از آب اضافی در کشت انگور است. این ماده هم بحث‌برانگیز و هم برای تولید شراب ضروری تلقی می‌شود. در فیزیولوژی انگور، میزان آب موجود بر فتوسنتز و در نتیجه رشد و همچنین رشد حبه‌های انگور تأثیر می‌گذارد. اگرچه آب و هوا و رطوبت نقش مهمی دارند، اما یک تاک انگور معمولی به ۲۵ تا ۳۵ درجه سانتیگراد نیاز دارد. اینچ (۶۳۵–۸۹۰ میلی‌متر) آب در سال، که در ماه‌های بهار و تابستان فصل رشد اتفاق می‌افتد، برای جلوگیری از استرس. رشد تاکی که به مقدار لازم آب دریافت نکند، از چند جهت تغییر خواهد کرد؛ برخی از اثرات تنش آبی (به ویژه اندازه کوچک‌تر حبه و تا حدودی محتوای قند بالاتر) توسط پرورش‌دهندگان انگور مطلوب تلقی می‌شوند.
در بسیاری از مناطق شراب‌سازی دنیای قدیم، بارندگی طبیعی تنها منبع آبی محسوب می‌شود که همچنان به تاکستان اجازه می‌دهد ویژگی‌های اقلیمی خود را حفظ کند. برخی منتقدان، عمل آبیاری را به عنوان دستکاری بیش از حد و با پتانسیل ایجاد کیفیت نامطلوب برای شراب به دلیل بازده بالای محصول که می‌تواند به صورت مصنوعی با آبیاری افزایش یابد، می‌دانند. این ماده از دیرباز توسط قوانین شراب اتحادیه اروپا ممنوع بوده است، اگرچه در سال‌های اخیر برخی کشورها (مانند اسپانیا) مقررات خود را تسهیل کرده‌اند و نهاد حاکم بر شراب فرانسه، مؤسسه ملی نامگذاری مبدأ (INAO)، نیز در حال بررسی این موضوع بوده است.
در آب و هوای بسیار خشک که بارندگی کمی دریافت می‌کنند، آبیاری برای هرگونه چشم‌انداز کشت انگور ضروری تلقی می‌شود. بسیاری از مناطق شراب‌سازی دنیای جدید مانند استرالیا و کالیفرنیا، مرتباً در مناطقی که نمی‌توانند از کشت انگور حمایت کنند، آبیاری انجام می‌دهند. پیشرفت‌ها و تحقیقات در این مناطق شراب‌سازی (و همچنین برخی از مناطق شراب‌سازی دنیای قدیم مانند اسرائیل) نشان داده است که کیفیت بالقوه شراب می‌تواند در مناطقی که آبیاری به حداقل رسیده و مدیریت می‌شود، افزایش یابد. اصل اصلی پشت این امر، کنترل تنش آبی است، به طوری که تاک در طول دوره جوانه زدن و گلدهی آب کافی دریافت می‌کند، اما آبیاری در طول دوره رسیدن کاهش می‌یابد تا تاک با اختصاص بیشتر منابع محدود خود به توسعه خوشه‌های انگور به جای شاخ و برگ اضافی، به این کمبود پاسخ دهد. اگر گیاه بیش از حد تحت فشار آب قرار گیرد، فتوسنتز و سایر فرآیندهای مهم مانند ذخیره مواد مغذی می‌تواند تحت تأثیر قرار گیرد و اساساً گیاه از کار بیفتد. در دسترس بودن آبیاری به این معنی است که در صورت بروز شرایط خشکسالی، می‌توان آب کافی برای گیاه فراهم کرد تا تعادل بین تنش آبی و رشد در سطوح بهینه حفظ شود.

## تاریخچه

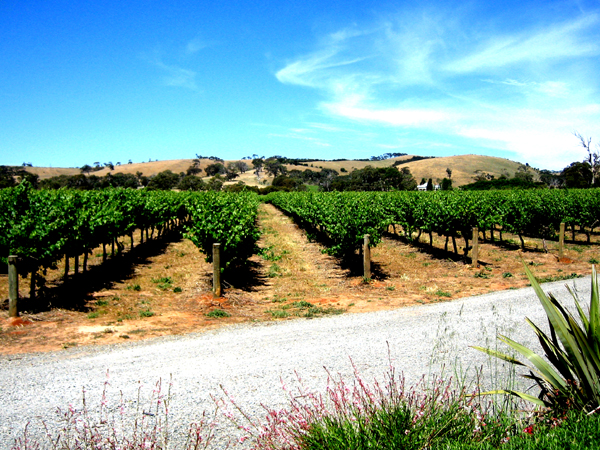
پیشرفت در آبیاری باعث شده است که تاکداری در آب و هوای بسیار خشک، مانند بخش‌هایی از استرالیا، که در غیر این صورت ممکن بود قادر به حفظ تاکستان‌ها نباشند، شکوفا شود.

آبیاری در تولید شراب سابقه طولانی دارد. باستان‌شناسان آن را به عنوان یکی از قدیمی‌ترین شیوه‌های کشت انگور توصیف می‌کنند، به طوری که کانال‌های آبیاری کشف شده در نزدیکی تاکستان‌های ارمنستان و مصر قدمتی بیش از ۲۶۰۰ سال دارند. آبیاری از حدود ۵۰۰۰ سال قبل از میلاد مسیح به‌طور گسترده برای سایر محصولات کشاورزی انجام می‌شد. این احتمال وجود دارد که دانش آبیاری به گسترش کشت انگور از این مناطق به مناطق دیگر کمک کرده باشد، زیرا انگور پتانسیل رشد در خاک‌هایی را داشت که برای حمایت از سایر محصولات غذایی بسیار نابارور بودند. انگور گیاهی نسبتاً مقاوم است که بیشترین نیاز آن به نور کافی خورشید است و می‌تواند با حداقل نیاز به آب و مواد مغذی شکوفا شود. در مناطقی که نیازهای آبی آنها برآورده نشده است، وجود آبیاری به این معنی بود که هنوز می‌توان از کشت انگور حمایت کرد.
در قرن بیستم، صنایع شراب‌سازی رو به گسترش کالیفرنیا، استرالیا و اسرائیل با پیشرفت در آبیاری به میزان زیادی تقویت شدند. با توسعه روش‌های کم‌هزینه‌تر و کم‌زحمت‌تر برای آبیاری تاکستان‌ها، مناطق وسیعی از زمین‌های بسیار آفتابی اما خشک توانستند به مناطق کشت انگور تبدیل شوند. توانایی کنترل دقیق میزان آبی که هر تاک دریافت می‌کرد، به تولیدکنندگان در این مناطق شراب‌سازی دنیای جدید اجازه داد تا سبک‌هایی از شراب را توسعه دهند که صرف نظر از تغییرات معمول در محصول، هر ساله نسبتاً ثابت باشند. این امر تضاد کاملی با مناطق شراب‌سازی دنیای قدیم اروپا ایجاد کرد، جایی که تنوع شراب‌های قدیمی، از جمله بارندگی، هر ساله تأثیر قابل توجهی بر سبک بالقوه شراب داشت. تحقیقات مداوم، روشی را بررسی کرد که می‌توان از آبیاری کنترل‌شده (یا تکمیلی) برای افزایش کیفیت بالقوه شراب استفاده کرد، این کار با تأثیر بر نحوه واکنش درخت انگور به محیط خود و هدایت منابع به سمت توسعه قندها، اسیدها و ترکیبات فنلی که در کیفیت شراب نقش دارند، انجام می‌شود. این تحقیق منجر به توسعه روش‌هایی برای اندازه‌گیری میزان احتباس آب در خاک شد، به طوری که بتوان رژیم‌های آبیاری جداگانه‌ای را برای هر تاکستان ترسیم کرد که مزایای مدیریت آب را به حداکثر برساند.

## نقش آب در زراعت انگور

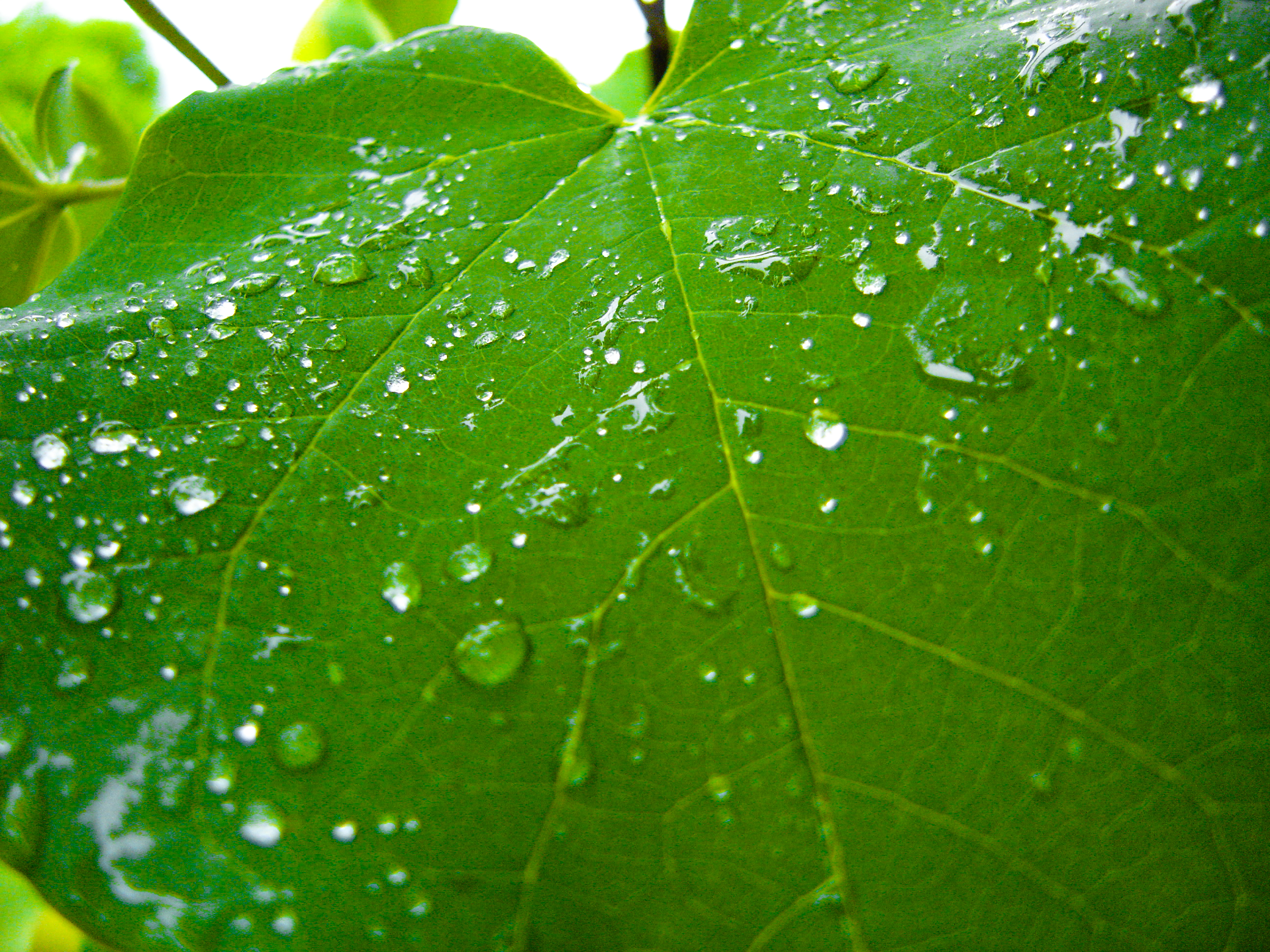
آب برای بسیاری از فرآیندهای فیزیولوژیکی تاک انگور، از جمله فتوسنتز، حیاتی است.

وجود آب برای بقای تمام گیاهان ضروری است. در درخت انگور، آب به عنوان یک حلال جهانی برای بسیاری از مواد مغذی و معدنی مورد نیاز برای انجام عملکردهای مهم فیزیولوژیکی عمل می‌کند و تاک این مواد را با جذب آب حاوی مواد مغذی از خاک دریافت می‌کند. در صورت عدم وجود آب کافی در خاک، سیستم ریشه گیاه ممکن است در جذب این مواد مغذی با مشکل مواجه شود. در ساختار خود گیاه، آب به عنوان یک وسیلهٔ انتقال درون آوند چوبی عمل می‌کند تا این مواد مغذی را به تمام قسمت‌های گیاه برساند. در طول فرایند فتوسنتز، مولکول‌های آب با کربن مشتق شده از دی‌اکسید کربن ترکیب می‌شوند تا گلوکز را تشکیل دهند که منبع اصلی انرژی تاک است و همچنین اکسیژن به عنوان یک محصول جانبی.
علاوه بر کاربرد آن در فتوسنتز، منبع آب تاک نیز توسط فرآیندهای تبخیر و تعرق کاهش می‌یابد. در تبخیر، گرما (به کمک باد و نور خورشید) باعث تبخیر آب موجود در خاک و خروج آن به صورت مولکول‌های بخار می‌شود. این فرایند با رطوبت رابطه معکوس دارد و تبخیر در مناطقی با رطوبت نسبی کم با سرعت بیشتری انجام می‌شود. در تعرق، این تبخیر آب مستقیماً در گیاه رخ می‌دهد، زیرا آب از طریق روزنه‌هایی که در قسمت زیرین برگ‌ها قرار دارند، از گیاه آزاد می‌شود. این از دست دادن آب از برگ‌ها یکی از عوامل محرکی است که منجر به جذب آب از ریشه‌ها می‌شود و همچنین به گیاه کمک می‌کند تا در برابر اثرات تنش گرمایی که می‌تواند به شدت به عملکردهای فیزیولوژیکی گیاه آسیب برساند (تا حدودی شبیه به عملکرد تعریق در انسان و حیوانات) مقاومت کند. وجود آب کافی در تاک‌ها می‌تواند به حفظ دمای داخلی برگ تنها چند درجه بالاتر از دمای هوای اطراف کمک کند. با این حال، اگر کمبود آب شدید باشد، دمای داخلی می‌تواند تقریباً ۱۸ درجه افزایش یابد. درجه فارنهایت (۱۰ درجه سانتیگراد) گرمتر از هوای اطراف است که منجر به ایجاد تنش گرمایی در تاک می‌شود. اثرات دوگانه تبخیر و تعرق، تبخیر و تعرق نامیده می‌شود. یک تاکستان معمولی در آب و هوای گرم و خشک می‌تواند تا ۱٬۷۰۰ گالون آمریکایی (۶٬۴۰۰ لیتر؛ ۱٬۴۰۰ گالون بریتانیایی) از دست بدهد. آب به ازای هر بوته انگور از طریق تبخیر و تعرق در طول فصل رشد.

## عوامل مؤثر بر آبیاری

آب و هوای با رطوبت کم، سرعت تبخیر و تعرق را افزایش می‌دهد که باعث کاهش تأمین آب انگور می‌شود. این مناطق ممکن است نیاز به استفاده از آبیاری تکمیلی داشته باشند.

اساساً دو نوع اصلی آبیاری وجود دارد؛ آبیاری اولیه که برای مناطقی (مانند آب و هوای بسیار خشک) که فاقد بارندگی کافی برای کشت انگور هستند، مورد نیاز است و آبیاری تکمیلی که در آن از آبیاری برای «پر کردن شکاف‌های» بارندگی طبیعی استفاده می‌شود تا سطح آب به میزان بهتری برسد و همچنین به عنوان یک اقدام پیشگیرانه در صورت خشکسالی فصلی عمل کند. در هر دو مورد، هم آب و هوا و هم خاک تاکستان‌های منطقه نقش مهمی در استفاده و اثربخشی آبیاری ایفا خواهند کرد.

### تأثیر انواع مختلف آب و هوا
کشت انگور معمولاً در اقلیم‌های مدیترانه‌ای، قاره‌ای و دریایی یافت می‌شود و هر اقلیم منحصر به فرد، چالش‌های خاص خود را در تأمین آب کافی در مواقع بحرانی در طول فصل رشد دارد. در آب و هوای مدیترانه‌ای، آبیاری معمولاً در دوره‌های بسیار خشک مراحل رسیدن تابستان مورد نیاز است، جایی که خشکسالی می‌تواند یک تهدید مداوم باشد. سطح رطوبت در یک کلان‌اقلیم خاص، دقیقاً میزان آبیاری مورد نیاز را تعیین می‌کند، زیرا سطوح بالای تبخیر و تعرق بیشتر در آب و هوای مدیترانه‌ای با رطوبت پایین مانند بخشی از شیلی و استان کیپ آفریقای جنوبی رخ می‌دهد. در این مناطق با رطوبت کم، ممکن است آبیاری اولیه مورد نیاز باشد، اما در بسیاری از مناطق با آب و هوای مدیترانه‌ای، آبیاری معمولاً تکمیلی است. میزان بارندگی در ماه‌های بهار و تابستان نیز مهم است. برای مثال، توسکانی به‌طور متوسط ۸. اینچ (۲۰۰ میلی‌متر) بارندگی در طول ماه‌های آوریل تا ژوئن - دوره‌ای که شامل گلدهی و تشکیل میوه می‌شود، زمانی که آب بسیار حیاتی است. اگرچه نوساناتی در میزان بارندگی رخ می‌دهد، اما میزان بارندگی طبیعی، همراه با ظرفیت نگهداری آب خاک، معمولاً برای برداشت سالم کافی است. در مقابل، ناپا ولی فقط ۲٫۴ امتیاز دارد. اینچ (۶۰ میلی‌متر)، به‌طور متوسط، در همان دوره زمانی، اغلب در یک الگوی نامنظم (بعضی سال‌ها شاهد بارش بیشتر، بعضی سال‌ها شاهد مقادیر ناچیزی از باران) هستند، و بیشتر مناطق در کالیفرنیای مرکزی و جنوبی (هم در امتداد ساحل و هم در داخل کشور) حتی کمتر از این مقدار باران دریافت می‌کنند که نیاز به آبیاری تکمیلی را ایجاب می‌کند.
آب و هوای قاره‌ای معمولاً در مناطقی دیده می‌شود که از تأثیرات ساحلی اقیانوس‌ها و پهنه‌های آبی بزرگ، دورتر هستند. تفاوت میانگین دمای سردترین و گرم‌ترین ماه‌های سال با میانگین بارندگی متوسط که معمولاً در زمستان و اوایل بهار رخ می‌دهد، می‌تواند بسیار قابل توجه باشد. بسته به توانایی خاک در حفظ آب، درخت انگور ممکن است در این دوره آب کافی دریافت کند تا در طول فصل رشد با حداقل آبیاری (یا بدون آبیاری) دوام بیاورد. برای خاک‌هایی که قدرت نگهداری آب کمی دارند، ماه‌های خشک تابستان ممکن است نیاز به آبیاری تکمیلی داشته باشند. نمونه‌هایی از اقلیم‌های قاره‌ای که از آبیاری تکمیلی استفاده می‌کنند شامل دره کلمبیا در ایالت واشینگتن و منطقه شراب‌سازی مندوزا در آرژانتین است.
آب و هوای دریایی معمولاً بین آب و هوای مدیترانه‌ای و قاره‌ای قرار می‌گیرد و آب و هوای معتدلی دارد که تحت تأثیر حجم زیادی از آب در نزدیکی آن تعدیل می‌شود. همانند آب و هوای مدیترانه‌ای، رطوبت کلان‌اقلیم خاص نقش مهمی در تعیین میزان آبیاری مورد نیاز خواهد داشت. در بیشتر موارد، آبیاری، اگر اصلاً انجام شود، فقط در سال‌های خشکسالی به عنوان مکمل عمل می‌کند. بسیاری از مناطق دریایی، مانند ریاس بایکساس در گالیسیا، بوردو و دره ویلامت در اورگان، از مشکل عمده بارندگی بیش از حد در طول فصل رشد رنج می‌برند.

### تأثیر انواع مختلف خاک

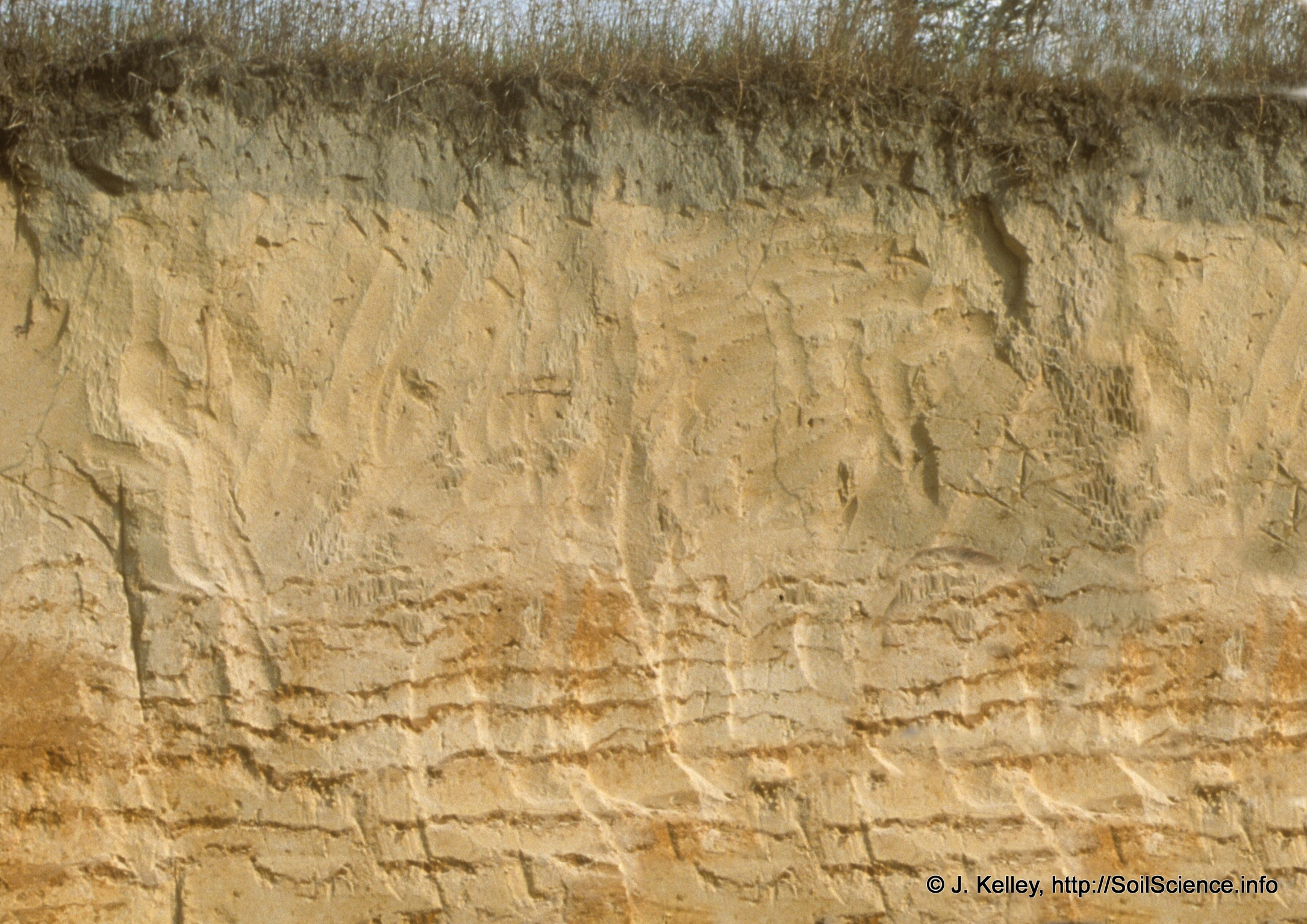
خاک‌های شنی معمولاً آب را به خوبی در خود نگه نمی‌دارند، اما زهکشی خوبی دارند. با این حال، اگر با مقادیر قابل توجهی خاک رس، مانند این نمونه خاک، مخلوط شود، خاصیت نگهداری آب آن افزایش می‌یابد و در عین حال زهکشی خوبی دارد.

خاک می‌تواند تأثیر قابل توجهی بر کیفیت بالقوه شراب داشته باشد. در حالی که زمین‌شناسان و تاکستان‌داران دقیقاً مطمئن نیستند که خاک چه نوع ویژگی‌های تغییرناپذیر یا مبتنی بر اقلیم را می‌تواند به شراب منتقل کند، تقریباً توافق جهانی وجود دارد که توانایی حفظ آب و زهکشی خاک نقش اصلی را ایفا می‌کند. نگهداری آب به توانایی خاک در نگهداری آب اشاره دارد. اصطلاح «ظرفیت مزرعه» برای توصیف حداکثر مقدار آبی که خاک عمیقاً مرطوب پس از زهکشی طبیعی در خود نگه می‌دارد، استفاده می‌شود. زهکشی به معنای توانایی آب برای حرکت آزادانه در سراسر خاک است. شرایط ایده‌آل، خاکی است که بتواند مقدار کافی آب را برای درخت انگور حفظ کند، اما زهکشی آن به اندازه‌ای باشد که خاک غرقاب نشود. خاکی که آب را به خوبی حفظ نمی‌کند، گیاه را به راحتی به خواب و تنش آبی سوق می‌دهد، در حالی که خاکی که زهکشی خوبی ندارد، خطر حمله ریشه‌های غرقاب شده توسط عوامل میکروبی را که تمام مواد مغذی خاک را مصرف می‌کنند و در نهایت باعث گرسنگی گیاه می‌شوند، افزایش می‌دهد.
عمق، بافت و ترکیب خاک می‌تواند بر توانایی حفظ و زهکشی آب آن تأثیر بگذارد. خاک‌هایی که حاوی مقادیر زیادی مواد آلی هستند، بیشترین توانایی را در حفظ آب دارند. این نوع خاک‌ها شامل خاک‌های لومی عمیق، خاک‌های سیلتی مانند آنچه که معمولاً در کف دره‌های حاصلخیز مانند دره ناپا در کالیفرنیا یافت می‌شود، می‌شوند. ذرات رس این پتانسیل را دارند که وقتی در آب حل می‌شوند، برای مدت طولانی به صورت معلق کلوئیدی باقی بمانند. این به خاک‌های رسی این پتانسیل را می‌دهد که مقدار قابل توجهی آب را در خود نگه دارند، مانند خاک‌های رسی ساحل راست رود بوردو در منطقه پومرول. بسیاری از مناطقی که این نوع خاک‌های نگهدارنده آب دارند، نیاز کمی به آبیاری دارند، یا اگر هم نیاز داشته باشند، معمولاً در دوره‌های خشکسالی آبیاری تکمیلی انجام می‌شود. خاک‌هایی که قدرت نگهداری آب ضعیفی دارند شامل خاک‌های شنی و ماسه‌ای آبرفتی مانند خاک‌های موجود در مناطق بارولو و باربارسکو ایتالیا یا بسیاری از مناطق استرالیای جنوبی می‌شوند. بسته به آب و هوا و میزان بارندگی طبیعی، مناطقی که احتباس آب ضعیفی دارند ممکن است نیاز به آبیاری داشته باشند.
همان‌طور که کمبود آب برای درخت انگور مضر است، آبیاری بیش از حد نیز مضر است. وقتی بوته‌های انگور غرق در آب می‌شوند، هدف عوامل میکروبی مختلفی مانند باکتری‌ها و قارچ‌ها قرار می‌گیرند که برای مواد مغذی موجود در خاک با بوته‌ها رقابت می‌کنند. علاوه بر این، خاک بیش از حد مرطوب، رسانای ضعیفی برای گرمای ارزشمند ساطع شده از زمین است. به‌طور کلی، خاک‌های مرطوب، خاک‌های سردی هستند که می‌توانند به ویژه در طول گلدهی مشکل‌ساز باشند و باعث تشکیل ضعیف میوه شوند که می‌تواند منجر به رنگ‌پریدگی شود. همچنین در مرحله رسیدن میوه، زمانی که تاکستان‌ها در مناطق سردسیر ممکن است برای رسیدن کافی میوه به گرمای اضافی ساطع شده از زمین نیاز داشته باشند، این موضوع به یک مشکل تبدیل می‌شود (نمونه‌ای از این تاکستان‌های مبتنی بر تخته سنگ در موزل آلمان است). بنابراین، خاک‌های با زهکشی خوب برای تولید شراب با کیفیت بسیار مفید هستند. به‌طور کلی، خاک‌های با بافت سبک (مانند شن و ماسه) و سنگلاخی معمولاً زهکشی خوبی دارند. خاک‌های سنگین و خاک‌هایی که نسبت مواد آلی بالایی دارند، در صورتی که بافت و ساختار شکننده‌ای داشته باشند، پتانسیل زهکشی خوبی دارند. این بافت مربوط به شکنندگی خاک است که می‌تواند از کرم‌های خاکی و سایر موجودات زنده‌ای که در سراسر خاک تونل‌هایی حفر کرده‌اند، ناشی شود. این تونل‌ها، درست مانند سنگ‌ها، به آب اجازه می‌دهند تا آزادانه‌تر از میان خاک عبور کند و به زهکشی آن کمک می‌کند.

### اندازه‌گیری رطوبت خاک

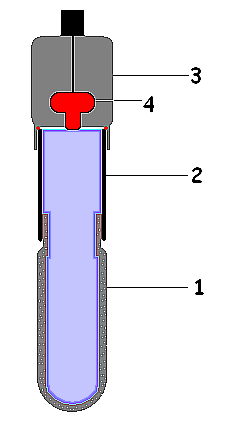
برای اندازه‌گیری رطوبت خاک می‌توان از تانسیومتر استفاده کرد. اجزای این مثال شامل (۱) فنجان متخلخل، (۲) لوله پر از آب (۳) سر حسگر و (۴) حسگر فشار است.

به دلیل مشکلات مرتبط با خاک‌های غرقاب و مرطوب، برای تاکداران مهم است که قبل از تصمیم‌گیری در مورد آبیاری و میزان آن، از میزان آب موجود در خاک مطلع باشند. امروزه، کشاورزی دقیق از فناوری پیشرفته در مزرعه استفاده می‌کند و اندازه‌گیری‌های دقیقی از نیازهای آبی هر نوع تاک خاص را در اختیار تولیدکنندگان قرار می‌دهد. روش‌های مختلفی برای ارزیابی رطوبت خاک وجود دارد. اساسی‌ترین روش، مشاهده و لمس ساده خاک است، با این حال، این روش محدودیت‌های خود را دارد زیرا ممکن است خاک زیرین مرطوب باشد در حالی که خاک سطحی خشک به نظر برسد. با استفاده از تانسیومترهایی که کشش سطحی آب استخراج شده از خاک را ارزیابی می‌کنند، می‌توان به اندازه‌گیری‌های دقیق‌تری دست یافت. وجود آب در خاک را می‌توان با رطوبت‌سنج‌های نوترونی اندازه‌گیری کرد که از یک لوله آلومینیومی با منبع نوترون داخلی استفاده می‌کنند و تغییرات ظریف بین آب در خاک را تشخیص می‌دهند. به‌طور مشابه، بلوک گچی که در سراسر تاکستان قرار داده شده است، حاوی الکترودی است که می‌تواند برای تشخیص مقاومت الکتریکی ناشی از خشک شدن خاک و آزاد شدن آب در اثر تبخیر استفاده شود. از دهه ۱۹۹۰ تحقیقات بیشتری در مورد ابزارهایی که از بازتاب‌سنجی حوزه زمان و پروب‌های خازنی استفاده می‌کنند، انجام شده است. علاوه بر نظارت بر رطوبت بیش از حد، تاکداران همچنین به دنبال نشانه‌های تنش آبی (که در زیر مورد بحث قرار گرفته است) ناشی از کمبود شدید آب هستند.

## سیستم‌های آبیاری
بسته به میزان کنترل و مدیریت آب مورد نظر، روش‌های مختلفی برای آبیاری وجود دارد که می‌توان از آنها در تاکداری استفاده کرد. از نظر تاریخی، آبیاری سطحی رایج‌ترین روش استفاده از نیروی جاذبه یک شیب برای جاری کردن سیل آب در سراسر تاکستان بود. در اوایل تاریخ صنعت شراب شیلی، آبیاری غرقابی به‌طور گسترده در تاکستان‌ها با استفاده از برف ذوب شده از کوه‌های آند که به دره‌های پایین هدایت می‌شد، انجام می‌شد. این روش کنترل بسیار کمی ارائه می‌داد و اغلب اثر نامطلوب آبیاری بیش از حد بوته را داشت. نمونه‌ای از این روش، سیستم آبیاری شیاری بود که در آرژانتین مورد استفاده قرار گرفت و در آن کانال‌های کوچکی از میان تاکستان عبور می‌کردند و آبیاری را فراهم می‌کردند. این امر کنترل کمی بیشتری را فراهم می‌کند زیرا مقدار اولیه آب ورودی به کانال‌ها قابل تنظیم است، با این حال مقداری که هر بوته دریافت می‌کرد، پراکنده بود.
آبیاری بارانی شامل نصب مجموعه‌ای از واحدهای آب‌پاش در سراسر تاکستان است که اغلب به صورت ردیف‌های چند تایی با فاصله حدود ۶۵ فوت (۲۰ فوت) از هم قرار می‌گیرند. م) جدا از هم. آبپاش‌ها را می‌توان روی یک تایمر الکترونیکی تنظیم کرد و مقدار از پیش تعیین‌شده‌ای از آب را برای مدت زمان مشخصی آزاد کرد. اگرچه این روش کنترل بیشتری را فراهم می‌کند و نسبت به آبیاری غرقابی آب کمتری مصرف می‌کند، اما مانند آبیاری جوی و پشته، میزان آبی که هر بوته انگور دریافت می‌کند می‌تواند پراکنده باشد. سیستم آبیاری که بیشترین کنترل را بر مدیریت آب فراهم می‌کند، هرچند برعکس، گران‌ترین سیستم برای نصب است، آبیاری قطره‌ای است. این سیستم شامل خطوط آبرسانی پلاستیکی طولانی بود که در هر ردیف از تاکستان امتداد داشت و هر تاک انگور قطره‌چکان مخصوص به خود را داشت. با این سیستم، یک تاکدار می‌تواند مقدار دقیق آبی را که هر تاک انگور تا زمان ریزش دریافت می‌کند، کنترل کند. یکی از اقتباس‌های این سیستم که به‌طور بالقوه در مناطقی که آبیاری ممکن است ممنوع باشد مفید است، آبیاری زیرزمینی است که در آن اندازه‌گیری‌های دقیقی از آب مستقیماً به سیستم ریشه تحویل داده می‌شود.

## زمان‌بندی

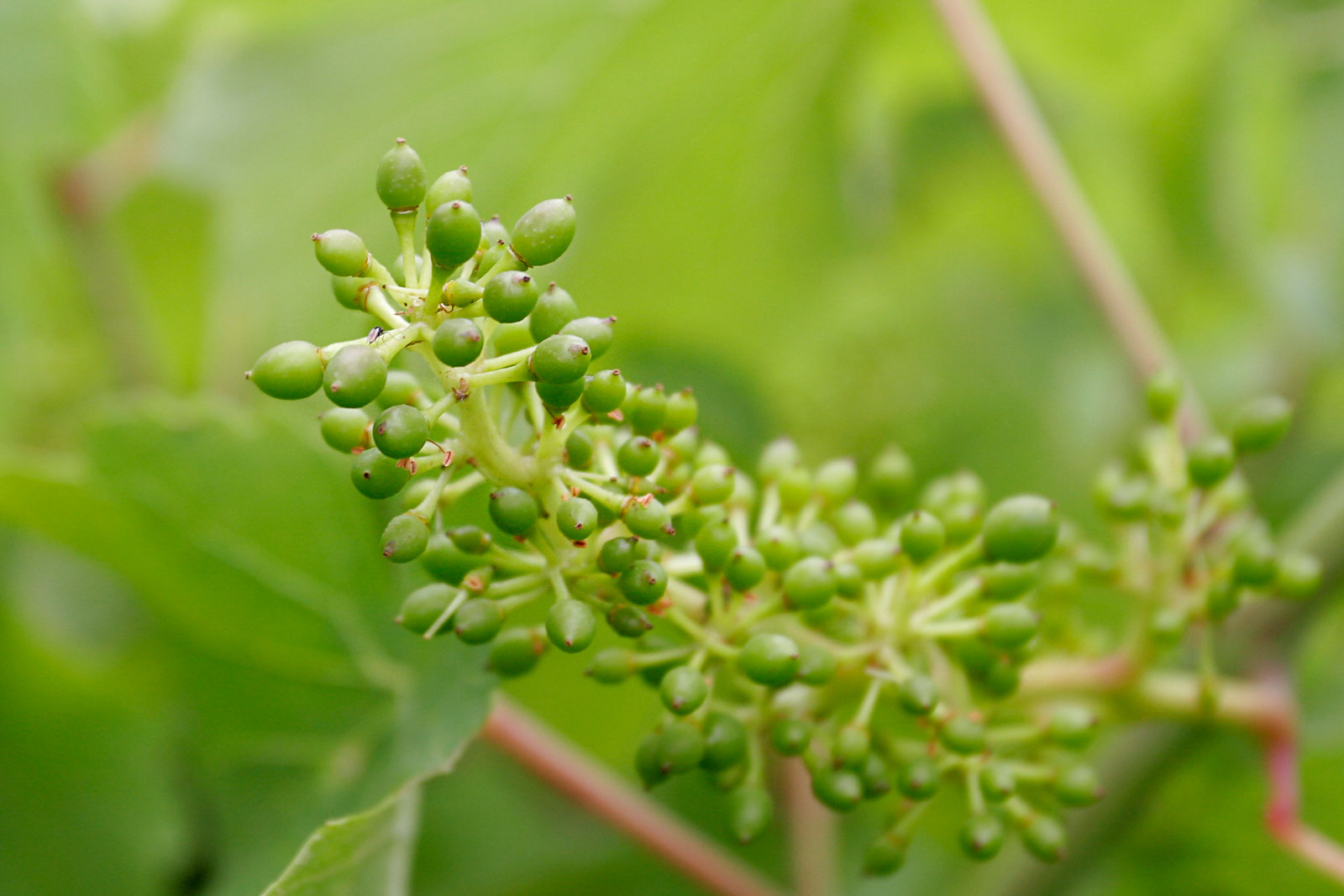
آب در مراحل اولیه جوانه زدن و گلدهی بسیار حیاتی است، اما پس از تشکیل میوه (تصویر)، مقدار آب داده شده به گیاه ممکن است کاهش یابد تا تنش آبی ایجاد نشود.

با آب فراوان، درخت انگور سیستم ریشه‌ای کم‌عمق و رشد قوی شاخه‌های جدید تولید می‌کند. این می‌تواند به ایجاد یک تاج بزرگ و پربرگ و بازده بالای خوشه‌های بزرگ انگور که ممکن است به اندازه کافی یا از نظر فیزیولوژیکی رسیده نباشند، کمک کند. با کمبود آب، بسیاری از ساختارهای فیزیولوژیکی مهم تاک، از جمله فتوسنتز که به تولید قندها و ترکیبات فنلی در انگور کمک می‌کند، می‌توانند از کار بیفتند. نکته کلیدی در آبیاری، تأمین آب کافی برای ادامه عملکرد گیاه بدون تحریک رشد شدید شاخه‌های جدید و ریشه‌های کم‌عمق است. مقدار دقیق آب به عوامل مختلفی از جمله میزان بارندگی طبیعی مورد انتظار و همچنین خواص نگهداری آب و زهکشی خاک بستگی دارد.
آب در مراحل اولیه جوانه زدن و گلدهی فصل رشد بسیار حیاتی است. در مناطقی که بارندگی کافی نیست، ممکن است در این زمان از بهار به آبیاری نیاز باشد. پس از تشکیل میوه، نیاز آبی تاک برای ریزش میوه تأمین می‌شود و آبیاری اغلب تا دوره تغییر رنگ انگور که انگورها شروع به تغییر رنگ می‌کنند، متوقف می‌شود. این دوره «تنش آبی» تاکستان را تشویق می‌کند تا منابع محدود خود را روی تولید کمتر میوه‌های کوچک‌تر متمرکز کند و نسبت پوست به آبمیوه مطلوبی ایجاد کند که اغلب در تولید شراب با کیفیت مطلوب است. فواید یا مضرات آبیاری در طول دوره رسیدن انگور، خود موضوع بحث و تحقیقات مداوم در جامعه پرورش‌دهندگان انگور است. تنها موردی که اکثراً مورد توافق است، معایب آب نزدیک به برداشت پس از یک دوره خشکی طولانی مدت است. انگورهایی که در معرض تنش آبی طولانی مدت قرار گرفته‌اند، در صورت وجود آب، تمایل دارند به سرعت مقدار زیادی آب جذب کنند. این امر به طرز چشمگیری باعث تورم حبه‌ها می‌شود و به‌طور بالقوه باعث ترک خوردن یا ترکیدن آنها می‌شود که انگور را مستعد ابتلا به بیماری‌های مختلف می‌کند. حتی اگر حبه‌ها ترک نخورند یا نترکند، تورم سریع آب باعث کاهش غلظت قندها و ترکیبات فنلی در شراب‌های تولیدکننده انگور با طعم‌ها و رایحه‌های رقیق می‌شود.

### تنش آبی

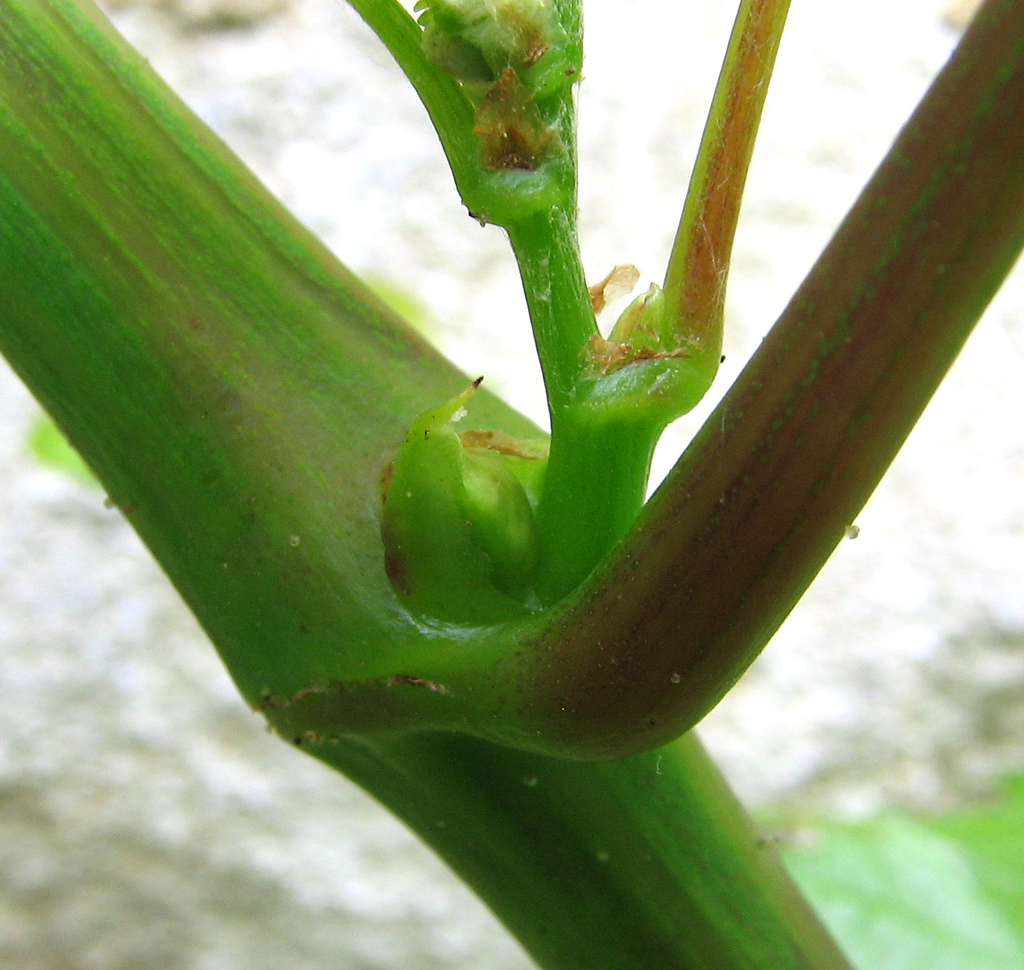
یکی از اهداف تنش آبی کنترل‌شده و ملایم، جلوگیری از تشکیل گیاهان جدید و اضافی (جوانه‌ای که در تصویر مشاهده می‌کنید) است که با خوشه‌های انگور در حال رشد برای منابع محدود تاک رقابت می‌کنند.

اصطلاح تنش آبی، حالت‌های فیزیولوژیکی را توصیف می‌کند که انگور هنگام محرومیت از آب تجربه می‌کند. وقتی انگور دچار تنش آبی می‌شود، یکی از اولین عملکردهای آن کاهش رشد شاخه‌های جدید گیاه است که با خوشه‌های انگور برای مواد مغذی و منابع رقابت می‌کنند. کمبود آب همچنین باعث می‌شود حبه‌های انگور کوچک‌تر شوند که این امر نسبت پوست به آب انگور را افزایش می‌دهد. از آنجایی که پوست شراب مملو از فنول‌های رنگی، تانن و ترکیبات معطر است، افزایش نسبت پوست به آبمیوه برای پیچیدگی احتمالی شراب مطلوب است. اگرچه در مورد اینکه دقیقاً چه مقدار تنش آبی در پرورش انگور برای تولید شراب باکیفیت مفید است، اختلاف نظر وجود دارد، اما اکثر تاکداران موافقند که مقداری تنش آبی می‌تواند مفید باشد. درختان انگور در بسیاری از مناطق مدیترانه‌ای مانند توسکانی در ایتالیا و دره رون در فرانسه به دلیل کاهش بارندگی که در طول فصل رشد تابستان رخ می‌دهد، دچار تنش آبی طبیعی می‌شوند.
در نهایت، تنش شدید آبی وجود دارد که می‌تواند اثرات مضری بر روی تاک و کیفیت بالقوه شراب داشته باشد. برای صرفه‌جویی در مصرف آب، یک درخت مو سعی می‌کند با محدود کردن اتلاف آب از طریق تعرق، آن را حفظ کند. هورمون گیاهی آبسیزیک اسید باعث می‌شود روزنه‌های زیرین برگ گیاه نزدیک به هم بمانند تا میزان تبخیر آب کاهش یابد. این کار ضمن صرفه‌جویی در مصرف آب، پیامدهایی از جمله محدود کردن میزان مصرف دی‌اکسید کربن مورد نیاز برای ادامه فتوسنتز را نیز به همراه دارد. اگر گیاه به‌طور مداوم تحت استرس باشد، روزنه‌های آن برای مدت طولانی‌تری بسته می‌ماند که در نهایت می‌تواند باعث توقف کامل فتوسنتز شود. وقتی یک درخت مو آنقدر از آب محروم شده باشد، می‌تواند از نقطه پژمردگی دائمی خود فراتر رود. در این مرحله، حتی اگر بعداً آبیاری شود، ممکن است گیاه به‌طور دائمی آسیب ببیند و دیگر قابل بازیابی نباشد. تاکداران با دقت گیاه را از نظر علائم تنش شدید آبی زیر نظر خواهند داشت. برخی از علائم عبارتند از:
- پیچک‌های شل و پژمرده
- (در طول گلدهی) خوشه‌های گل که خشک شده‌اند
- پژمردگی برگ‌های جوان انگور و به دنبال آن پژمردگی برگ‌های بالغ‌تر
- کلروز نشان دهنده توقف فتوسنتز است
- نکروز بافت برگ در حال مرگ که منجر به ریزش زودرس برگ می‌شود
- در نهایت، خود حبه‌های انگور شروع به چروک شدن و ریزش از تاک می‌کنند.

اثربخشی تنش آبی، حوزه‌ای از تحقیقات مداوم در صنعت تاکداری است. نکتهٔ مورد توجه ویژه، ارتباط بین میزان محصول و مزایای بالقوهٔ تنش آبی است. از آنجایی که عمل تحت فشار قرار دادن تاک به کاهش فتوسنتز - و در نتیجه، کاهش رسیدن انگور به دلیل نیاز به قندهای تولید شده توسط فتوسنتز برای رشد انگور - کمک می‌کند، ممکن است تاکی که تحت فشار قرار گرفته و عملکرد بالایی دارد، فقط انگورهای نارس زیادی تولید کند. یکی دیگر از موارد مورد توجه برای مطالعه، تأثیر بالقوه بر روی گونه‌های انگور سفید است که متخصصان انگور و تاکستان‌شناسی مانند کورنلیوس ون لیوون و کاترین پیروت دس گاچون معتقدند که گونه‌های انگور سفید حتی در صورت مواجهه با انواع خفیف تنش آبی، برخی از ویژگی‌های معطر خود را از دست می‌دهند.

### خشک کردن جزئی ناحیه ریشه

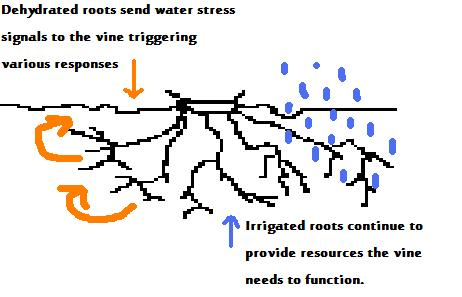
در خشک کردن جزئی ناحیه ریشه، نیمی از ریشه‌ها اجازه خشک شدن پیدا می‌کنند که این امر سیگنال‌هایی را به گیاه ارسال می‌کند که نشان می‌دهد دچار «تنش آبی» شده است. در همین حال، ریشه‌های آبیاری‌شده در طرف دیگر تاک همچنان به تأمین مقدار کافی آب ادامه می‌دهند تا عملکردهای حیاتی مانند فتوسنتز متوقف نشود.

یکی از تکنیک‌های آبیاری که به عنوان خشک کردن جزئی ریشه (یا PRD) شناخته می‌شود، شامل «فریب دادن» درخت انگور به این فکر است که در حال تحمل تنش آبی است، در حالی که در واقع آب کافی دریافت می‌کند. این کار با آبیاری قطره‌ای متناوب انجام می‌شود، به طوری که فقط یک طرف تاک انگور در یک زمان آب دریافت می‌کند. ریشه‌های سمت خشک تاک، اسید آبسیزیک تولید می‌کنند که برخی از پاسخ‌های فیزیولوژیکی تاک به تنش آبی را تحریک می‌کند - کاهش رشد شاخه، اندازه کوچک‌تر حبه‌ها و غیره. اما از آنجا که تاک هنوز از سمت دیگر آب دریافت می‌کند، تنش آنقدر شدید نمی‌شود که عملکردهای حیاتی مانند فتوسنتز را مختل کند. نشان داده شده است که خشک کردن جزئی ریشه، راندمان مصرف آب تاک را به‌طور قابل توجهی افزایش می‌دهد. اگرچه نشان داده شده است که PRD سطح برگ را کمی کاهش می‌دهد، اما این موضوع عموماً مشکلی ایجاد نمی‌کند زیرا عملکرد کلی تحت تأثیر قرار نمی‌گیرد.

## انتقاد و مسائل زیست‌محیطی
شیوه آبیاری سهم خود را از انتقادها و نگرانی‌های زیست‌محیطی دارد. در بسیاری از مناطق شراب‌خیز اروپا، این عمل ممنوع است، زیرا اعتقاد بر این است که آبیاری می‌تواند برای تولید شراب باکیفیت مضر باشد. با این حال، در اوایل قرن بیست و یکم، برخی از کشورهای اروپایی قوانین آبیاری خود را تسهیل کرده یا این موضوع را دوباره ارزیابی کرده‌اند. از میان انتقاداتی که به آبیاری وارد می‌شود، رایج‌ترین آنها این است که این روش، جلوه طبیعی خاک در زمین و همچنین ویژگی‌های منحصر به فردی که با تنوع محصولات قدیمی همراه است را مختل می‌کند. در مناطقی که آبیاری انجام نمی‌شود، کیفیت و سبک شراب‌ها می‌تواند بسته به شرایط آب و هوایی و میزان بارندگی، از یک محصول به محصول دیگر به طرز چشمگیری متفاوت باشد. سهم آبیاری در جهانی شدن گسترده‌تر شراب به عنوان ترویج همگن‌سازی یا «استانداردسازی» شراب مورد انتقاد قرار گرفته است.

## کاربردهای دیگر سیستم‌های آبیاری

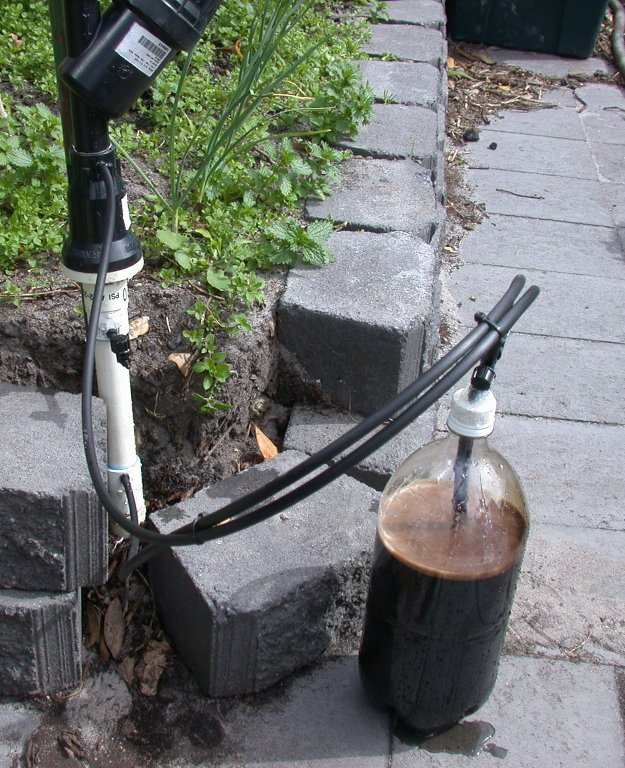
سیستم‌های آبیاری قطره‌ای همچنین می‌توانند برای توزیع مقادیر کنترل‌شده کود به تاک‌ها در فرآیندی که به عنوان «کودآبیاری» شناخته می‌شود، مورد استفاده قرار گیرند.

علاوه بر تأمین آب برای رشد و نمو گیاه، سیستم‌های آبیاری می‌توانند برای مقاصد جایگزین نیز مورد استفاده قرار گیرند. یکی از رایج‌ترین آنها، کاربرد دوگانه کود با آب در فرآیندی است که به عنوان کودآبیاری (fertigation) شناخته می‌شود. این روش که معمولاً در سیستم‌های آبیاری قطره‌ای استفاده می‌شود، به‌طور مشابه امکان کنترل دقیق میزان کود و مواد مغذی دریافتی هر بوته را فراهم می‌کند. یکی دیگر از کاربردهای جایگزین سیستم‌های آبیاری بارانی می‌تواند در زمان تهدید سرمای زمستان یا بهار باشد. وقتی دما به زیر ۳۲ درجه برسد درجه فارنهایت (۰ درجه سانتیگراد)، تاک در معرض خطر آسیب سرمازدگی است که نه تنها می‌تواند برداشت سال آینده را خراب کند، بلکه می‌تواند تاک را نیز از بین ببرد. یکی از اقدامات پیشگیرانه در برابر آسیب سرمازدگی، استفاده از سیستم آبیاری بارانی برای پوشاندن تاک‌ها با یک لایه محافظ از آب است که به یخ تبدیل می‌شود. این لایه یخ به عنوان عایق عمل می‌کند و مانع از پایین آمدن دمای داخلی تاک به زیر نقطه انجماد می‌شود.

## برای مطالعهٔ بیشتر
- ام. وست «تبدیل آب به شراب» انجمن اقتصاددانان شراب آمریکا، ۱۰ دسامبر ۲۰۰۸
- ای. مک‌مولین «چگونه مدیریت آبیاری بر کیفیت شراب تأثیر می‌گذارد» شراب‌ها و تاک‌ها، ژوئن ۱۹۹۴
- «آبیاری مهم نیست» نوشتهٔ ام. گرینسپن، ماهنامهٔ کسب و کار شراب، ۱۵ مه ۲۰۰۹